# Chun Woo-hee
Chun Woo-hee (천우희?, Cheon U-huiLR, Chŏn U-hŭiMR; Icheon, 20 aprile 1987) è un'attrice sudcoreana.

## Filmografia

### Cinema
- Sinbu su-eop (신부수업), regia di Heo In-moo (2004)
- Herb (허브), regia di Heo In-moo (2007)
- Madre (마더, Madeo), regia di Bong Joon-ho (2009)
- Ipanema sonyeo (이파네마 소년), regia di Kim Kih-hoon (2010)
- Sunny (써니), regia di Kang Hyung-chul (2011)
- Korea (코리아), regia di Moon Hyun-sung (201)
- 26nyeon (26년), regia di Cho Keun-hyun - cameo (2012)
- Saengsu (생수), episodio di Saieseo (사이에서), regia di Min Doo-sik (2012)
- U-ahan geojinmal (우아한 거짓말), regia di Lee Han (2014)
- Han Gong-ju (한공주), regia di Lee Su-jin (2014)
- Chuljunghan yeoja (출중한 여자), regia di Yoon Seong-ho, Park Hyun-jin, Baek Seung-bin e Jeon Hyo-jung (2014)
- Cart (카트), regia di Boo Ji-young (2014)
- Sonnim (손님), regia di Kim Gwang-tae (2015)
- Beauty Inside (뷰티 인사이드), regia di Baek Jong-yeol (2015)
- Hae-eohwa (해어화), regia di Park Heung-sik (2016)
- Goksung - La presenza del diavolo (곡성?, GokseongLR), regia di Na Hong-jin (2016)
- Eoneunal (어느날), regia di Lee Yoon-ki (2017)
- Heung-Boo - Keurro sesangeul baggun ja (흥부 - 글로 세상을 바꾼 자?), regia di Cho Keun-hyun (2018)
- Ni boomo eolgooli bogo shipda (니 부모 얼굴이 보고 싶다?), regia di Kim Ji-hoon (2018)
- Woosang (우상?), regia di Lee Su-jin (2019)
- Vertigo (버티고?), regia di Jeon Kye-su (2019)
- Gamjjokkateun geunyeo (감쪽같은 그녀?), regia di Heo In-moo (2019)
- Unlocked (스마트폰을 떨어뜨렸을 뿐인데?), regia di Kim Tae-joon (2023)

### Televisione
- Ajikdo gyeolhonhago sip-eun yeoja (아직도 결혼하고 싶은 여자?) - serie TV (2010)
- Vampire Idol (뱀파이어 아이돌?) - serie TV (2011-2012)
- Argon (아르곤?) – serie TV (2017)
- Melloga chejil (멜로가 체질?) – serie TV (2019)
- Iro-un sagi (이로운 사기?) – serie TV (2023)
- The Atypical Family (히어로는 아닙니다만?, Hi-eoroneun animnidamanLR) – serie TV (2024)
- The 8 Show (더에이트쇼) - serie TV (2024)

## Riconoscimenti
| Anno | Premio                                    | Categoria                         | Opera       | Risultato       |
| ---- | ----------------------------------------- | --------------------------------- | ----------- | --------------- |
| 2011 | Premi Daejong                             | Miglior attrice non protagonista  | Sunny       | Candidato/a     |
| 2011 | Blue Dragon Film Awards                   | Miglior attrice non protagonista  | Sunny       | Candidato/a     |
| 2014 | Director's Cut Awards                     | Miglior attrice esordiente        | Han Gong-ju | Vincitore/trice |
| 2014 | Buil Film Awards                          | Miglior attrice                   | Han Gong-ju | Candidato/a     |
| 2014 | Buil Film Awards                          | Miglior attrice esordiente        | Han Gong-ju | Candidato/a     |
| 2014 | Korean Association of Film Critics Awards | Miglior attrice                   | Han Gong-ju | Vincitore/trice |
| 2014 | Premi Daejong                             | Miglior attrice                   | Han Gong-ju | Candidato/a     |
| 2014 | Women in Film Korea Awards                | Miglior attrice                   | Han Gong-ju | Vincitore/trice |
| 2014 | Blue Dragon Film Awards                   | Miglior attrice                   | Han Gong-ju | Vincitore/trice |
| 2014 | Golden Cinema Festival                    | Attrice più popolare              | Han Gong-ju | Vincitore/trice |
| 2015 | KOFRA Film Awards                         | Miglior attrice                   | Han Gong-ju | Vincitore/trice |
| 2015 | KOFRA Film Awards                         | Discovery Award                   | Han Gong-ju | Vincitore/trice |
| 2015 | Max Movie Awards                          | Miglior attrice                   | Han Gong-ju | Vincitore/trice |
| 2015 | Wildflower Film Awards                    | Miglior attrice                   | Han Gong-ju | Vincitore/trice |
| 2015 | Baeksang Arts Awards                      | Miglior attrice esordiente (Film) | Han Gong-ju | Vincitore/trice |
| 2015 | Buil Film Awards                          | Miglior attrice non protagonista  | Sonnim      | Candidato/a     |

## Doppiatrici italiane
Nelle versioni in italiano delle opere in cui ha recitato, Chun Woo-hee è stata doppiata da:
- Germana Longo in Goksung - La presenza del diavolo
- Annalisa Usai in The 8 Show